# Reprezentacja Francji na żużlu
Reprezentacja Francji na żużlu – grupa żużlowców reprezentujących Republikę Francuską w sportowych imprezach międzynarodowych. Za jej funkcjonowanie odpowiedzialny jest Fédération Française de Motocyclisme (FFM).

## Kadra
Następujący żużlowcy zostali nominowani do reprezentowania Francji w zawodach FIM i FIM Europe w sezonie 2022:
Seniorzy:
- David Bellego
- Dimitri Bergé
- Mathieu Trésarrieu

U-23:
- Thomas Valladon

U-21:
- Tino Bouin
- Steven Goret
- Mathias Trésarrieu

Menedżerem kadry występującej w drużynowych mistrzostwach świata Speedway of Nations jest Laurent Sambarrey.

## Osiągnięcia

### Mistrzostwa Europy
Mistrzostwa Europy par
- 1. miejsce (1): 2021
- 3. miejsce (2): 2017, 2020

Indywidualne mistrzostwa Europy juniorów
- 1. miejsce (1):
  - 2016 – Dimitri Bergé
- 3. miejsce (1):
  - 2013 – David Bellego

## Francuscy Mistrzowie Europy
| Imię i nazwisko | Tytuły ME | Indywidualni (od 2001) | Indywidualni (od 2001) | Pary (od 2004) | Pary (od 2004) | Drużynowi (od 2022) | Drużynowi (od 2022) | Tytuły MEJ | Indywidualni U-19 (od 1998) | Indywidualni U-19 (od 1998) | Pary U-19 (od 2021) | Pary U-19 (od 2021) | Drużynowi U-24 (od 2008) | Drużynowi U-24 (od 2008) | Tytuły łącznie |
| Imię i nazwisko | Tytuły ME | Łącznie                | Lata                   | Łącznie        | Lata           | Łącznie             | Lata                | Tytuły MEJ | Łącznie                     | Lata                        | Łącznie             | Lata                | Łącznie                  | Lata                     | Tytuły łącznie |
| --------------- | --------- | ---------------------- | ---------------------- | -------------- | -------------- | ------------------- | ------------------- | ---------- | --------------------------- | --------------------------- | ------------------- | ------------------- | ------------------------ | ------------------------ | -------------- |
| David Bellego   | 1         |                        |                        | 1              | 2021           |                     |                     |            |                             |                             |                     |                     |                          |                          | 1              |
| Dimitri Bergé   | 1         |                        |                        | 1              | 2021           |                     |                     | 1          | 1                           | 2016                        |                     |                     |                          |                          | 2              |
| Steven Goret    | 1         |                        |                        | 1              | 2021           |                     |                     |            |                             |                             |                     |                     |                          |                          | 1              |